# Dixième circonscription de la Loire-Atlantique
La dixième circonscription de la Loire-Atlantique est l'une des dix circonscriptions législatives françaises que compte le département de la Loire-Atlantique.

## La circonscription depuis 1986

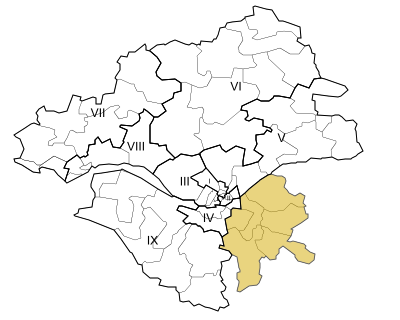
Localisation de la circonscription en 1986.

### Description géographique et démographique
La dixième circonscription de la Loire-Atlantique a été créée par la loi no 86-1197 du 24 novembre 1986
. Elle regroupe alors les cantons suivants :
- Canton d'Aigrefeuille-sur-Maine
- Canton de Clisson
- Canton du Loroux-Bottereau
- Canton de Vallet
- Canton de Vertou
- Canton de Vertou-Vignoble.

D'après le recensement général de la population en 1999, réalisé par l'Institut national de la statistique et des études économiques (INSEE), la population totale de cette circonscription est estimée à 116248 habitants,.
- Avant le découpage de 1986, la circonscription constituait une partie de la quatrième circonscription de la Loire-Atlantique (« Clisson - Ancenis »)[6].

Le découpage de la circonscription n'a pas été modifié par le redécoupage des circonscriptions législatives françaises de 2010.

### Historique des députations
| Législature | Début de mandat | Fin de mandat  | Député                          | Parti politique | Observations                                                                           |
| ----------- | --------------- | -------------- | ------------------------------- | --------------- | -------------------------------------------------------------------------------------- |
| IXe         | 23 juin 1988    | 1er avril 1993 | Joseph-Henri Maujoüan du Gasset | UDF             |                                                                                        |
| Xe          | 2 avril 1993    | 21 avril 1997  | Serge Poignant                  | RPR             | Mandat écourté à la suite d'une dissolution parlementaire décidée par Jacques Chirac.  |
| XIe         | 12 juin 1997    | 18 juin 2002   | Serge Poignant                  | RPR             |                                                                                        |
| XIIe        | 19 juin 2002    | 19 juin 2007   | Serge Poignant,                 | UMP,            |                                                                                        |
| XIIIe       | 20 juin 2007    | 19 juin 2012   | Serge Poignant                  | UMP             |                                                                                        |
| XIVe        | 20 juin 2012    | 20 juin 2017   | Sophie Errante                  | PS              |                                                                                        |
| XVe         | 21 juin 2017    | 21 juin 2022   | Sophie Errante                  | LREM            |                                                                                        |
| XVIe        | 22 juin 2022    | 9 juin 2024    | Sophie Errante                  | RE              | Mandat écourté à la suite d'une dissolution parlementaire décidée par Emmanuel Macron. |

### Historique des élections

#### Élections de 1988
|                | Joseph-Henri Maujoüan du Gasset sortant réélu | UDF (PR) (URC) | 25 270 | 54,44  |  |  |  |
|                | Jean-Claude Charrier                          | PS             | 16 585 | 35,73  |  |  |  |
|                | Pierre Gauthier                               | FN             | 2 576  | 5,55   |  |  |  |
|                | Michel Gouty                                  | PCF            | 1 987  | 4,28   |  |  |  |
|                |                                               |                |        |        |  |  |  |
| Inscrits       | Inscrits                                      | Inscrits       | 68 596 | 100,00 |  |  |  |
| Abstentions    | Abstentions                                   | Abstentions    | 21 198 | 30,9   |  |  |  |
| Votants        | Votants                                       | Votants        | 47 398 | 69,1   |  |  |  |
| Blancs et nuls | Blancs et nuls                                | Blancs et nuls | 980    | 2,07   |  |  |  |
| Exprimés       | Exprimés                                      | Exprimés       | 46 418 | 97,93  |  |  |  |

Le suppléant de Joseph-Henri Maujoüan du Gasset était Serge Poignant, RPR, conseiller général du canton de Vertou-Vignoble, maire de Basse-Goulaine.

#### Élections de 1993
|                | Serge Poignant élu | RPR (UPF)      | 28 809 | 56,04  |  |  |  |
|                | Christian Nadal    | PS (ADFP)      | 7 168  | 13,94  |  |  |  |
|                | Charly Templier    | Les Verts (EÉ) | 5 216  | 10,15  |  |  |  |
|                | Hervé Leca         | FN             | 4 132  | 8,04   |  |  |  |
|                | Alan Coraud        | UDB            | 1 936  | 3,77   |  |  |  |
|                | Michel Gouty       | PCF            | 1 851  | 3,6    |  |  |  |
|                | Jean-Claude Pelé   | LT-LNÉ         | 1 735  | 3,37   |  |  |  |
|                | Didier Lemerle     | PLN            | 565    | 1,1    |  |  |  |
|                |                    |                |        |        |  |  |  |
| Inscrits       | Inscrits           | Inscrits       | 74 401 | 100,00 |  |  |  |
| Abstentions    | Abstentions        | Abstentions    | 19 438 | 26,13  |  |  |  |
| Votants        | Votants            | Votants        | 54 963 | 73,87  |  |  |  |
| Blancs et nuls | Blancs et nuls     | Blancs et nuls | 3 551  | 6,46   |  |  |  |
| Exprimés       | Exprimés           | Exprimés       | 51 412 | 93,54  |  |  |  |

Le suppléant de Serge Poignant était Joseph-Henri Maujoüan du Gasset, député sortant UDF.

#### Élections de 1997
| Candidat       | Candidat                     | Parti             | Premier tour | Premier tour | Second tour | Second tour |  |
| Candidat       | Candidat                     | Parti             | Voix         | %            | Voix        | %           |  |
| -------------- | ---------------------------- | ----------------- | ------------ | ------------ | ----------- | ----------- |  |
|                | Serge Poignant sortant réélu | RPR               | 23 949       | 44,73        | 30 708      | 57,81       |  |
|                | Christian Nadal              | PS                | 12 644       | 23,62        | 22 412      | 42,19       |  |
|                | Hervé Leca                   | FN                | 4 838        | 9,04         |             |             |  |
|                | Denis Clavier                | Divers écologiste | 3 512        | 6,56         |             |             |  |
|                | Michel Gouty                 | PCF               | 2 774        | 5,18         |             |             |  |
|                | Valérie Caradec              | LDI (MPF)         | 2 728        | 5,1          |             |             |  |
|                | Marc Magnou                  | MDC               | 1 142        | 2,13         |             |             |  |
|                | Maryvonne Grit               | LT-LNÉ            | 1 117        | 2,09         |             |             |  |
|                | Michel François              | UDB               | 584          | 1,09         |             |             |  |
|                | Didier Lemerle               | PLN               | 252          | 0,47         |             |             |  |
|                |                              |                   |              |              |             |             |  |
| Inscrits       | Inscrits                     | Inscrits          | 78 769       | 100,00       | 78 762      | 100,00      |  |
| Abstentions    | Abstentions                  | Abstentions       | 21 425       | 27,2         | 22 403      | 28,44       |  |
| Votants        | Votants                      | Votants           | 57 344       | 72,8         | 56 359      | 71,56       |  |
| Blancs et nuls | Blancs et nuls               | Blancs et nuls    | 3 804        | 6,63         | 3 239       | 5,75        |  |
| Exprimés       | Exprimés                     | Exprimés          | 53 540       | 93,37        | 53 120      | 94,25       |  |

Le suppléant de Serge Poignant était Michel Chiron, viticulteur, maire SE de Mouzillon.

#### Élections de 2002
|                | Serge Poignant sortant réélu | UMP            | 31 442 | 52,36  |  |  |  |
|                | Martine L'Hostis             | PS             | 15 723 | 26,19  |  |  |  |
|                | Hervé Leca                   | FN             | 3 202  | 5,33   |  |  |  |
|                | Franck Nicolon               | Les Verts      | 2 175  | 3,62   |  |  |  |
|                | Marie-Jeanne Dabin           | CPNT           | 1 520  | 2,53   |  |  |  |
|                | Gisèle Coyac                 | MPF            | 1 304  | 2,17   |  |  |  |
|                | Anne-Laure Hervé             | LCR            | 1 231  | 2,05   |  |  |  |
|                | Michel Gouty                 | PCF            | 906    | 1,51   |  |  |  |
|                | Martine Guilbert             | LO             | 854    | 1,42   |  |  |  |
|                | Gilles Macaluso              | Divers         | 518    | 0,86   |  |  |  |
|                | Myriam Duhamel               | MNR            | 409    | 0,68   |  |  |  |
|                | Francette Boulzennec         | S&P            | 405    | 0,67   |  |  |  |
|                | Max Padiou                   | MÉI            | 355    | 0,59   |  |  |  |
|                |                              |                |        |        |  |  |  |
| Inscrits       | Inscrits                     | Inscrits       | 88 698 | 100,00 |  |  |  |
| Abstentions    | Abstentions                  | Abstentions    | 27 449 | 30,95  |  |  |  |
| Votants        | Votants                      | Votants        | 61 249 | 69,05  |  |  |  |
| Blancs et nuls | Blancs et nuls               | Blancs et nuls | 1 205  | 1,97   |  |  |  |
| Exprimés       | Exprimés                     | Exprimés       | 60 044 | 98,03  |  |  |  |

Le suppléant de Serge Poignant était Paul Dalon, expert comptable, maire de Vallet, conseiller régional.

#### Élections de 2007
| Candidat       | Candidat                     | Parti          | Premier tour | Premier tour | Second tour | Second tour |  |
| Candidat       | Candidat                     | Parti          | Voix         | %            | Voix        | %           |  |
| -------------- | ---------------------------- | -------------- | ------------ | ------------ | ----------- | ----------- |  |
|                | Serge Poignant sortant réélu | UMP            | 32 268       | 49,95        | 33 354      | 56,85       |  |
|                | Martine L'Hostis             | PS             | 17 308       | 26,79        | 25 318      | 43,15       |  |
|                | Marie-Sylvie Hardy           | UDF–MoDem      | 5 327        | 8,25         |             |             |  |
|                | Dominique Héraud             | LCR            | 1 968        | 3,05         |             |             |  |
|                | Guy Grandjean                | MÉI            | 1 605        | 2,48         |             |             |  |
|                | Hervé Leca                   | FN             | 1 295        | 2            |             |             |  |
|                | Philippe Cheneau             | CPNT           | 1 119        | 1,73         |             |             |  |
|                | Emmanuelle Stiesz            | PCF            | 1 105        | 1,71         |             |             |  |
|                | Maxence de Rugy              | MPF            | 819          | 1,27         |             |             |  |
|                | Jean-Pierre Le Voguer        | Divers         | 684          | 1,06         |             |             |  |
|                | Martine Guilbert             | LO             | 640          | 0,99         |             |             |  |
|                | Maïté Callet                 | UDB            | 465          | 0,72         |             |             |  |
|                |                              |                |              |              |             |             |  |
| Inscrits       | Inscrits                     | Inscrits       | 99 066       | 100,00       | 99 054      | 100,00      |  |
| Abstentions    | Abstentions                  | Abstentions    | 31 712       | 32,01        | 39 100      | 39,47       |  |
| Votants        | Votants                      | Votants        | 67 354       | 67,99        | 59 954      | 60,53       |  |
| Blancs et nuls | Blancs et nuls               | Blancs et nuls | 2 751        | 4,08         | 1 282       | 2,14        |  |
| Exprimés       | Exprimés                     | Exprimés       | 64 603       | 95,92        | 58 672      | 97,86       |  |

#### Élections de 2012
| Candidat       | Candidat              | Parti          | Premier tour | Premier tour | Second tour | Second tour |  |
| Candidat       | Candidat              | Parti          | Voix         | %            | Voix        | %           |  |
| -------------- | --------------------- | -------------- | ------------ | ------------ | ----------- | ----------- |  |
|                | Sophie Errante élue   | PS             | 26 048       | 38,99        | 33 582      | 52,52       |  |
|                | Laurent Dejoie        | UMP            | 25 500       | 38,17        | 30 362      | 47,48       |  |
|                | Hervé Leca            | RBM (FN)       | 5 361        | 8,03         |             |             |  |
|                | Franck Nicolon        | EÉLV (UDB)     | 3 288        | 4,92         |             |             |  |
|                | Pedro Maia            | FG (PCF) (GU)  | 2 885        | 4,32         |             |             |  |
|                | Alan Coraud           | CpF (MoDem)    | 2 157        | 3,23         |             |             |  |
|                | Véronique Guedj       | DLR            | 768          | 1,15         |             |             |  |
|                | Martine Guilbert      | LO             | 364          | 0,54         |             |             |  |
|                | Jean-Pierre Le Voguer | AÉI            | 429          | 0,64         |             |             |  |
|                |                       |                |              |              |             |             |  |
| Inscrits       | Inscrits              | Inscrits       | 106 663      | 100,00       | 106 661     | 100,00      |  |
| Abstentions    | Abstentions           | Abstentions    | 38 879       | 36,45        | 41 326      | 38,75       |  |
| Votants        | Votants               | Votants        | 67 784       | 63,55        | 65 335      | 61,25       |  |
| Blancs et nuls | Blancs et nuls        | Blancs et nuls | 984          | 1,45         | 1 391       | 2,13        |  |
| Exprimés       | Exprimés              | Exprimés       | 66 800       | 98,55        | 63 944      | 97,87       |  |

#### Élections de 2017
Les élections législatives françaises de 2017 ont lieu les dimanches 11 et 18 juin 2017.
|                                                                                    |                                                                             |                           |                           |                          |                          |
|                                                                                    |                                                                             | Premier tour 11 juin 2017 | Premier tour 11 juin 2017 | Second tour 18 juin 2017 | Second tour 18 juin 2017 |
|                                                                                    |                                                                             |                           |                           |                          |                          |
|                                                                                    |                                                                             | Nombre                    | % des inscrits            | Nombre                   | % des inscrits           |
| Inscrits                                                                           | Inscrits                                                                    | 114 735                   | 100,00                    | 114 726                  | 100,00                   |
| Abstentions                                                                        | Abstentions                                                                 | 51 193                    | 44,62                     | 64 977                   | 56,64                    |
| Votants                                                                            | Votants                                                                     | 63 542                    | 55,38                     | 49 749                   | 43,36                    |
|                                                                                    |                                                                             |                           | % des votants             |                          | % des votants            |
| Bulletins blancs                                                                   | Bulletins blancs                                                            | 922                       | 1,45                      | 3 604                    | 7,24                     |
| Bulletins nuls                                                                     | Bulletins nuls                                                              | 411                       | 0,65                      | 1 445                    | 2,90                     |
| Suffrages exprimés                                                                 | Suffrages exprimés                                                          | 62 209                    | 97,90                     | 44 700                   | 89,85                    |
|                                                                                    |                                                                             |                           |                           |                          |                          |
| Candidat Étiquette politique (partis et alliances)                                 | Candidat Étiquette politique (partis et alliances)                          | Voix                      | % des exprimés            | Voix                     | % des exprimés           |
|                                                                                    |                                                                             |                           |                           |                          |                          |
|                                                                                    | Sophie Errante (députée sortante) La République en marche !                 | 27 946                    | 44,92                     | 28 560                   | 63,89                    |
|                                                                                    | Jérôme Guiho Les Républicains (Union des démocrates et indépendants)        | 12 069                    | 19,40                     | 16 140                   | 36,11                    |
|                                                                                    | Gaëlle Chaillot La France insoumise                                         | 8 400                     | 13,50                     |                          |                          |
|                                                                                    | Brigitte Héridel Europe Écologie Les Verts                                  | 4 455                     | 7,16                      |                          |                          |
|                                                                                    | Jean-Marc Beauvais Front national                                           | 4 270                     | 6,86                      |                          |                          |
|                                                                                    | Jérôme Debuire Écologiste (Alliance écologiste indépendante)                | 811                       | 1,30                      |                          |                          |
|                                                                                    | Christophe Audren Debout la France                                          | 788                       | 1,27                      |                          |                          |
|                                                                                    | Maxime Chéneau Régionaliste (Oui la Bretagne - Union démocratique bretonne) | 769                       | 1,24                      |                          |                          |
|                                                                                    | Marie-Claude Robin Parti communiste français                                | 633                       | 1,02                      |                          |                          |
|                                                                                    | Christine Trimoreau Divers droite (Parti chrétien-démocrate)                | 585                       | 0,94                      |                          |                          |
|                                                                                    | René Brevet Union des démocrates et indépendants (Les Centristes)           | 432                       | 0,69                      |                          |                          |
|                                                                                    | Daniel Tarlevé Extrême droite (Rebâtir la France)                           | 378                       | 0,61                      |                          |                          |
|                                                                                    | Yann Béliard Lutte ouvrière                                                 | 353                       | 0,57                      |                          |                          |
|                                                                                    | Émilie Leguen Divers (Union populaire républicaine)                         | 308                       | 0,50                      |                          |                          |
|                                                                                    | François Fautrad Divers droite (Alliance royale)                            | 12                        | 0,02                      |                          |                          |
| Source : Ministère de l'Intérieur - Dixième circonscription de la Loire-Atlantique |                                                                             |                           |                           |                          |                          |

#### Élections de 2022
| Résultats des élections législatives des 12 et 19 juin 2022 de la 10e circonscription de la Loire-Atlantique |                          |                          |                          |              |              |             |             |
| Candidat | Candidat                 | Parti et coalition       | Nuances                  | Premier tour | Premier tour | Second tour | Second tour |
| Candidat | Candidat                 | Parti et coalition       | Nuances                  | Voix         | %            | Voix        | %           |
| | Sophie Errante           | LREM (ENS)               | ENS                      | 19 638       | 31,49        | 32 852      | 56,52       |
| | Bruno Cailleteau         | LFI (NUPES)              | NUP                      | 18 699       | 29,99        | 25 274      | 43,48       |
| | Charlotte Luquiau        | LR (UDC)                 | LR                       | 9 377        | 15,04        |             |             |
| | Geneviève Bannwarth      | RN                       | RN                       | 7 011        | 11,24        |             |             |
| | Sabine Leger             | REC                      | REC                      | 1 979        | 3,17         |             |             |
| | Guillaume Bonamy         | GPQA                     | DVG                      | 1 404        | 2,25         |             |             |
| | Florence Lempernesse     | DLF (UPF)                | DSV                      | 935          | 1,50         |             |             |
| | Philippe Cheneau         | LMR                      | DVD                      | 926          | 1,48         |             |             |
| | Richard Dana             | SE                       | DIV                      | 695          | 1,11         |             |             |
| | Malika Saiche            | PA                       | ECO                      | 647          | 1,04         |             |             |
| | Emmanuèle Gardair        | LO                       | DXG                      | 572          | 0,92         |             |             |
| | Maxime Chéneau           | PB                       | REG                      | 476          | 0,76         |             |             |
| Votes valides                                                                                                | Votes valides            | Votes valides            | Votes valides            | 62 359       | 97,68        | 58 126      | 93,64       |
| Votes blancs                                                                                                 | Votes blancs             | Votes blancs             | Votes blancs             | 1 000        | 1,57         | 2 665       | 4,29        |
| Votes nuls                                                                                                   | Votes nuls               | Votes nuls               | Votes nuls               | 479          | 0,75         | 1 284       | 2,07        |
| Total | Total                    | Total                    | Total                    | 63 838       | 100          | 62 075      | 100         |
| Abstention                                                                                                   | Abstention               | Abstention               | Abstention               | 59 919       | 48,42        | 61 700      | 49,85       |
| Inscrits / participation                                                                                     | Inscrits / participation | Inscrits / participation | Inscrits / participation | 123 757      | 51,58        | 123 775     | 53,15       |

#### Élections de 2024
| Candidat                 | Candidat                 | Parti et coalition       | Nuances                  | Premier tour | Premier tour | Second tour | Second tour |
| Candidat                 | Candidat                 | Parti et coalition       | Nuances                  | Voix         | %            | Voix        | %           |
| ------------------------ | ------------------------ | ------------------------ | ------------------------ | ------------ | ------------ | ----------- | ----------- |
|                          | Sophie Errante           | RE (ENS)                 | ENS                      | 27 555       | 30,57        | 38 983      | 42,94       |
|                          | Maxime Viancin           | LFI (NFP)                | UG                       | 25 055       | 27,80        | 25 973      | 28,61       |
|                          | Stéphanie Cotrrel        | RN                       | RN                       | 23 574       | 26,16        | 25 826      | 28,45       |
|                          | Xavier Rineau            | LR                       | LR                       | 8 889        | 9,86         |             |             |
|                          | Bruno Chevalier          | GRS diss.                | DVG                      | 2 947        | 3,27         |             |             |
|                          | Jacques Cousin           | DLF                      | DSV                      | 1 211        | 1,34         |             |             |
|                          | Emmanuèle Gardair        | LO                       | EXG                      | 893          | 0,99         |             |             |
|                          |                          |                          |                          |              |              |             |             |
| Votes valides            | Votes valides            | Votes valides            | Votes valides            | 90 124       | 97,25        | 90 782      | 97,00       |
| Votes blancs             | Votes blancs             | Votes blancs             | Votes blancs             | 1 807        | 1,95         | 2 097       | 2,24        |
| Votes nuls               | Votes nuls               | Votes nuls               | Votes nuls               | 744          | 0,80         | 709         | 0,76        |
| Total                    | Total                    | Total                    | Total                    | 92 675       | 100          | 93 588      | 100         |
| Abstention               | Abstention               | Abstention               | Abstention               | 33 656       | 26,64        | 32 768      | 25,93       |
| Inscrits / participation | Inscrits / participation | Inscrits / participation | Inscrits / participation | 126 331      | 73,36        | 126 356     | 74,07       |

#### Département de la Loire-Atlantique
- La fiche de l'INSEE de cette circonscription : « Tableaux et Analyses de la dixième circonscription de la Loire-Atlantique », sur insee.fr, site de l'Institut national de la statistique et des études économiques (consulté le 10 juin 2007) [PDF]
- « Tous les députés du département de la Loire-Atlantique depuis 1789 », sur assemblee-nationale.fr, site de l'Assemblée nationale française (consulté le 10 juin 2007)
- « Informations contentieuses sur le département de la Loire-Atlantique (Élections législatives de 2002) »(Archive.org • Wikiwix • Archive.is • Google • Que faire ?), sur conseil-constitutionnel.fr, site du Conseil constitutionnel (consulté le 13 juin 2007)

#### Circonscriptions en France
- « Carte des circonscriptions législatives en France », sur assemblee-nationale.fr, site de l'Assemblée nationale française (consulté le 10 juin 2007)
- « Résultats électoraux officiels en France »(Archive.org • Wikiwix • Archive.is • Google • Que faire ?), sur interieur.gouv.fr, site du ministère de l'Intérieur (France) (consulté le 13 juin 2007)
- Description et Atlas des circonscriptions électorales françaises sur http://www.atlaspol.com, Atlaspol, site de cartographie géopolitique, consulté le 13 juin 2007.